# Vibrante Jeunesse
Pour plus de détails, voir Fiche technique et Distribution.
Vibrante Jeunesse est un film polonais réalisé par Józef Lejtes, sorti en 1934.

## Fiche technique
- Titre : Vibrante Jeunesse
- Titre original : Młody las
- Réalisation : Józef Lejtes
- Scénario : Józef Lejtes
Anatol Stern
Jan Adolf Hertz
- Musique : Roman Palester
Marian Neuteich
- Photographie : Albert Wywerka
- Montage :
- Costumes :
- Société de production :
- Pays d'origine :  Pologne
- Format :
- Genre :
- Durée : 71 minutes (1 h 11)
- Date de sortie : 
  - Pologne : 23 juillet 1934
  - États-Unis : 2 décembre 1935
  - France : 28 juin 1939

## Distribution
- Władysław Walter : Woźny
- Wiktor Biegański : Professeur Żewakow
- Witold Zacharewicz : Majewski
- Kazimierz Junosza-Stępowski : Professeur Pakotin
- Bogusław Samborski : Directeur
- Michał Znicz : Professeur de français
- Maria Bogda : Wanda Lityńska
- Stefan Jaracz : père de Stefan
- Tekla Trapszo : mère de Jan
- Mieczysław Cybulski : Jan Walczak
- Alina Halska
- Paweł Owerłło
- Władysław Surzyński
- Antoni Bednarczyk
- Kazimierz Pawłowski : Pszczółkowski
- Adam Brodzisz : Stefan Kiernicki
- Helena Sulimowa
- Tadeusz Fijewski : apprentis
- Maria Balcerkiewiczówna
- Amelia Rotterowa
- Maria Zarembińska
- Stanisław Daniłowicz
- Jan Szymański : Majewski, père de Antoni
- Jerzy Kobusz
- Leszek Pośpiełowski
- Eugeniusz Koszutski
- Józef Orwid : Pijak
- Bronisław Lipski
- Aleksander Buczyński
- Mieczysław Bilażewski
- Saturnin Żórawski : Jurek, frère de Stefan
- Feliks Żukowski
- Stefan Szczuka
- Ziutek Kudła
- Józef Małgorzewski